# Народный художник Российской Федерации
«Наро́дный худо́жник Росси́йской Федера́ции» — является высшим почётным званием Российской Федерации в области изобразительного искусства. Входит в государственную наградную систему Российской Федерации.

## Основания для присвоения
Звание «Народный художник Российской Федерации» присваивается художникам, создавшим выдающиеся произведения живописи, скульптуры, графики, монументального, декоративно-прикладного, театрального, кино- и телеискусства, которые внесли выдающийся вклад в отечественную художественную культуру и получили широкое признание общественности и профессионального сообщества в Российской Федерации и за рубежом.
Почётное звание «Народный художник Российской Федерации» присваивается, как правило, не ранее чем через 10 лет после присвоения почётного звания «Заслуженный художник Российской Федерации» или «Заслуженный деятель искусств Российской Федерации».

## Порядок присвоения
Президент Российской Федерации издаёт указ о присвоении почётного звания «Народный художник Российской Федерации» один раз в год в преддверии празднования Международного дня музеев (18 мая).

## История звания
Почётное звание «Народный художник Российской Федерации» установлено Указом Президента Российской Федерации от 30 декабря 1995 года № 1341 «Об установлении почётных званий Российской Федерации, утверждении положений о почётных званиях и описания нагрудного знака к почётным званиям Российской Федерации». Тем же указом утверждено первоначальное Положение о почётном звании, в котором говорилось:
Почётное звание «Народный художник Российской Федерации» присваивается не ранее чем через пять лет после присвоения почётного звания «Заслуженный художник Российской Федерации» или «Заслуженный деятель искусств Российской Федерации» крупнейшим художникам, создавшим выдающиеся произведения живописи, скульптуры, графики, монументального, декоративно-прикладного, театрального, кино- и телеискусства, которые внесли выдающийся вклад в отечественную художественную культуру и получили широкое общественное признание.
В настоящем виде Положение о почётном звании утверждено Указом Президента Российской Федерации от 7 сентября 2010 года № 1099 «О мерах по совершенствованию государственной наградной системы Российской Федерации».

## Звание-омоним
В России до принятия Указа Президента Российской Федерации 30 декабря 1995 год № 1341 действовали правовые акты об установлении почётных званий РСФСР. Однако, после изменения наименования государства с «Российская Советская Федеративная Социалистическая Республика» на «Российская Федерация» (см. Закон РСФСР от 25 декабря 1991 года № 2094-I) в названиях всех почётных званий слово «РСФСР» было заменено словами «Российской Федерации», а следовательно, с 1992 года до 30 марта 1996 года производилось присвоение существовавшего с 1943 года почётного звания РСФСР «Народный художник Российской Федерации», омонимичного современному, но имеющего иную правовую основу.

## Нагрудный знак
Нагрудный знак имеет единую для почётных званий Российской Федерации форму и изготавливается из серебра высотой 40 мм и шириной 30 мм. Он имеет форму овального венка, образуемого лавровой и дубовой ветвями. Перекрещенные внизу концы ветвей перевязаны бантом. На верхней части венка располагается Государственный герб Российской Федерации. На лицевой стороне, в центральной части, на венок наложен картуш с надписью — наименованием почётного звания.
На оборотной стороне имеется булавка для прикрепления нагрудного знака к одежде. Нагрудный знак носится на правой стороне груди.
Нагрудные знаки почётного звания «Народный художник Российской Федерации», выдаваемые после 7 сентября 2010 года — позолочены.